# Zakladatel (film)
Zakladatel (v anglickém originále The Founder) je americký životopisný film z roku 2016. Režíroval jej John Lee Hancock a scénář napsal Robert Siegel. V hlavních rolích se objevili Michael Keaton, Nick Offerman, John Carroll Lynch, Linda Cardellini, Patrick Wilson, B. J. Novak a Laura Dernová. Film se točí okolo obchodníka Raye Kroce, který rozvine síť restaurací McDonald's na úkor bratrů McDonaldových, kteří podnik původně založili.
Film měl premiéru v Arclight Hollywood 7. prosince 2016, ve Spojených státech byl uveden do kin 20. ledna 2017 společností The Weinstein Company a v Česku byl uveden do kin 26. ledna téhož roku. Film celosvětově vydělal přes 24 milionů dolarů a získal obecně pozitivní recenze.

## Děj
V roce 1954 je Ray Kroc prodejcem mléčných koktejlů. Zatímco on a jeho manželka Ethel ušetřili dost peněz, aby mohli žít pohodlný život v Arlington Heights v Illinois, on touží po více. Poté, co se Ray dozví, že řidič v San Bernardinu objednává nezvykle velké množství mixérů na mléčné koktejly, jede do Kalifornie, aby viděl, kam je dováží. Zde najde restauraci McDonald's – restaurace s rychlou obsluhou, vysoce kvalitním jídlem, jednorázovými obaly a rodinnou atmosférou.
Ray se proto setká s bratry McDonaldovými, Mauricem a Richardem, kteří ho vezmou na prohlídku do kuchyně. Ray je restaurací ohromen a vezme bratry na večeři. Bratři mu poví příběh o původu McDonald's a o tom, jak přišli k nápadu svého systému „fast food“. Následujícího dne Ray navrhne, aby bratři vytvořili franšízu, ale váhají a poukazují na to, že už to jednou zkusili a nepodařilo se to. Ray trvá na svém a nakonec přesvědčí oba bratry, aby mu umožnili vést jejich franšízing pod podmínkou, že bude souhlasit s přísnou smlouvou, která vyžaduje, aby všechny změny podléhaly schválení bratří McDonaldových.
První restauraci začíná Ray budovat v Des Plaines v Illinois, zatímco se pokouší nalákat bohaté investory. Po setkání s prodejcem Bible, Rayi napadne myšlenka – nabídne franšízy investorům ze střední třídy, kteří mají větší motivaci jednat a jsou ochotni následovat McDonald's. To se ukáže jako úspěšné a na Středozápadě se začnou otevírat nové franšízy. Během této doby se Ray setká s Rollie Smithem, majitelem luxusní restaurace v Minnesotě, který chce investovat.
Navzdory svému úspěchu se Ray začíná dostávat do finančních potíží, protože jeho podíl na ziscích z franšízy je omezený kvůli jeho smlouvě, kterou bratři McDonaldové odmítají přepracovat. Mezitím se majitelé potýkají s vyššími než očekávanými náklady, zejména na chlazení velkého množství zmrzliny na mléčné koktejly. Joan, manželka Rollieho Smithe, navrhne Rayovi mléčný koktejl v prášku jako způsob, jak se těmto nákladům vyhnout, ale bratři to považují za snížení kvality jejich jídla. Ray je mezitím zavolán do banky, protože jeho hypotéka je po splatnosti. Konverzaci v bance však zaslechl Harry Sonneborn, finanční poradce, který žádá o přezkoumání Rayových knih. Sonneborn si uvědomí, že skutečná příležitost k zisku je v poskytování nemovitostí nabyvatelům franšízy, což nejenže zajistí tok příjmů, ale dá Rayovi vliv na jeho franšízy a bratry. Ray proto vytvoří novou společnost Franchise Realty Corporation a přitáhne nové investory. To mu umožní otevírat nové restaurace bez souhlasu bratrů. To bratry rozruší a Raye to povzbudí – stále více se jim vzpírá obcházením. Ray se později také rozvede se svou manželkou Ethel, která získá veškerý jeho majetek kromě podílů v McDonald's.
Ray přejmenuje svou společnost na McDonald's Corporation a požaduje, aby byl uvolněn ze smlouvy a chce vykoupit bratry, což Maca uvrhne do diabetického šoku. Ray ho navštíví v nemocnici a nabídne mu šek na vyřízení jejich záležitostí. Bratři později souhlasí s jednorázovou platbou 2,7 milionu dolarů (~26 milionů dolarů v roce 2020), vlastnictvím jejich původní restaurace v San Bernardinu a 1% ročním licenčním poplatku, ale Ray uzavře dohodu pouze podáním ruky. Ray poté otevře novou restauraci přímo naproti přes ulici původní restaurace v San Bernardinu, čímž bratry vyřadí. Zároveň jsou bratři McDonaldové nuceni odstranit své vlastní jméno z původní restaurace, jelikož nemají důkaz o uzavření smlouvy s Rayem.
Film končí v roce 1970, kdy Ray připravuje proslov ve svém sídle se svou novou manželkou Joan, která se rozvedla s Rollie Smithem. V projevu se Ray uvede, že toho všeho nebyl schopen dosáhnout díky talentu nebo silné pracovní morálce, ale vytrvalostí. Epilog na konci filmu odhalí, že bratřím McDonaldům nebyly nikdy vyplaceny licenční poplatky, které by se pohybovaly v oblasti 100 milionů dolarů ročně.

## Obsazení
- Michael Keaton jako Ray Kroc

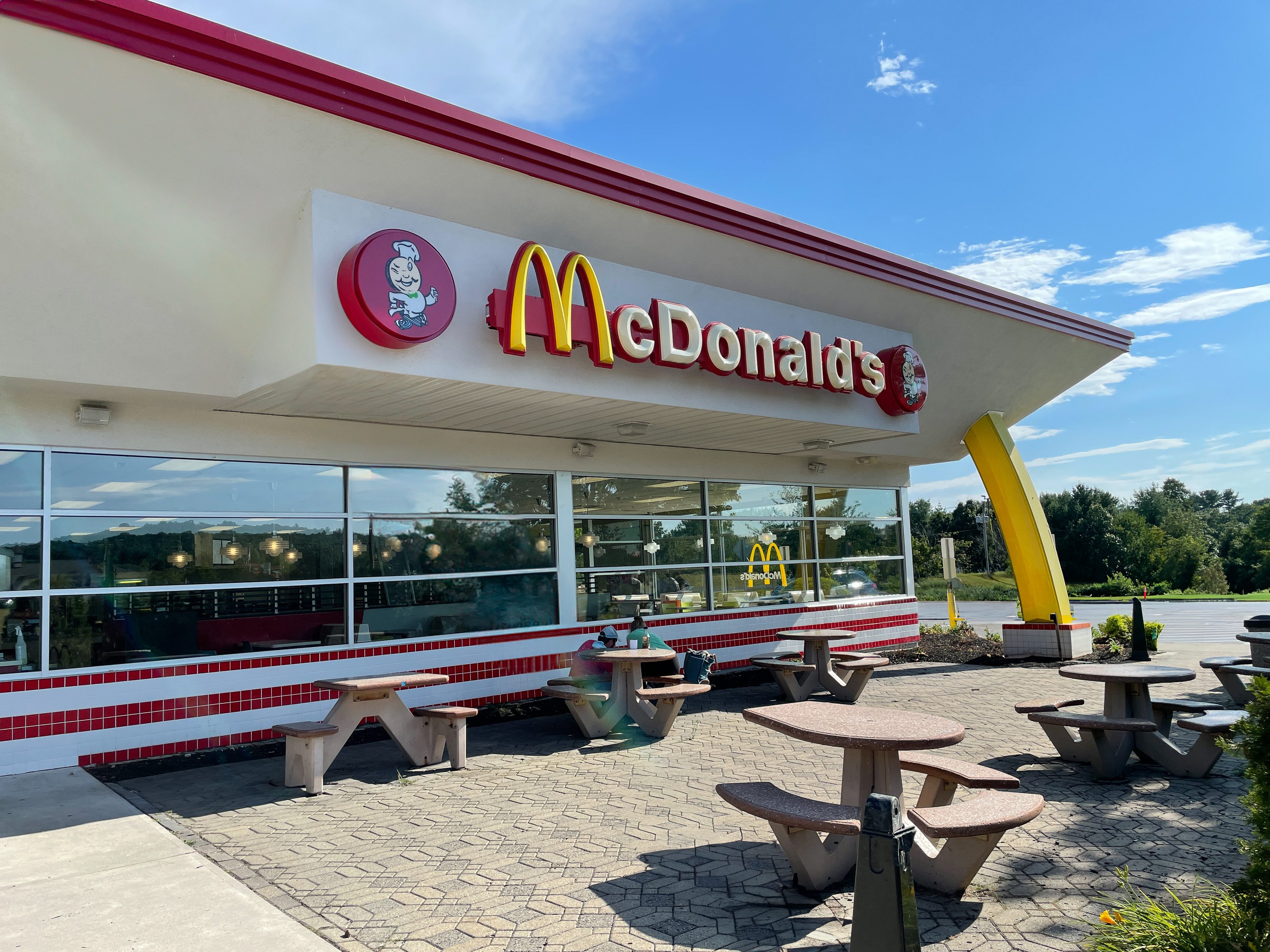
Restaurace, kterou otevřeli bratři McDonaldové v rámci jejich první franšízy

- Nick Offerman jako Richard „Dick“ McDonald
- John Carroll Lynch jako Maurice „Mac“ McDonald
- Linda Cardellini jako Joan Smith
- B. J. Novak jako Harry J. Sonneborn
- Laura Dernová jako Ethel Kroc
- Justin Randell Brooke jako Fred Turner
- Kate Kneeland jako June Martino
- Patrick Wilson jako Rollie Smith
- Griff Furst jako Jim Zien
- Wilbur Fitzgerald jako Jerry Cullen
- Afemo Omilami jako Mr. Merriman